# عبدالقادر الرفاعی
عبدالقادر الرفاعی (عربی: عبد القادر الرفاعي؛ زادهٔ ۱۸ آوریل ۱۹۷۳) بازیکن فوتبال اهل سوریه بود.
از باشگاه‌هایی که در آن بازی کرده‌است می‌توان به باشگاه ورزشی الجیش (سوریه) اشاره کرد.
وی همچنین در تیم‌های ملی فوتبال زیر ۲۰ سال سوریه و سوریه بازی کرده‌است.